# 1913 год
1913 (ты́сяча девятьсо́т трина́дцатый) год  по григорианскому календарю — невисокосный год, начинающийся в среду. Это 1913 год нашей эры, 3‑й год 2‑го десятилетия XX века 2‑го тысячелетия, 4‑й год 1910‑х годов. Он закончился 112 лет назад.
| Пн | Вт | Ср | Чт | Пт | Сб | Вс |
|    |    | 1  | 2  | 3  | 4  | 5  |
| 6  | 7  | 8  | 9  | 10 | 11 | 12 |
| 13 | 14 | 15 | 16 | 17 | 18 | 19 |
| 20 | 21 | 22 | 23 | 24 | 25 | 26 |
| 27 | 28 | 29 | 30 | 31 |    |    |

| Пн | Вт | Ср | Чт | Пт | Сб | Вс |
|    |    |    |    |    | 1  | 2  |
| 3  | 4  | 5  | 6  | 7  | 8  | 9  |
| 10 | 11 | 12 | 13 | 14 | 15 | 16 |
| 17 | 18 | 19 | 20 | 21 | 22 | 23 |
| 24 | 25 | 26 | 27 | 28 |    |    |

| Пн | Вт | Ср | Чт | Пт | Сб | Вс |
|    |    |    |    |    | 1  | 2  |
| 3  | 4  | 5  | 6  | 7  | 8  | 9  |
| 10 | 11 | 12 | 13 | 14 | 15 | 16 |
| 17 | 18 | 19 | 20 | 21 | 22 | 23 |
| 24 | 25 | 26 | 27 | 28 | 29 | 30 |
| 31 |    |    |    |    |    |    |

| Пн | Вт | Ср | Чт | Пт | Сб | Вс |
|    | 1  | 2  | 3  | 4  | 5  | 6  |
| 7  | 8  | 9  | 10 | 11 | 12 | 13 |
| 14 | 15 | 16 | 17 | 18 | 19 | 20 |
| 21 | 22 | 23 | 24 | 25 | 26 | 27 |
| 28 | 29 | 30 |    |    |    |    |

| Пн | Вт | Ср | Чт | Пт | Сб | Вс |
|    |    |    | 1  | 2  | 3  | 4  |
| 5  | 6  | 7  | 8  | 9  | 10 | 11 |
| 12 | 13 | 14 | 15 | 16 | 17 | 18 |
| 19 | 20 | 21 | 22 | 23 | 24 | 25 |
| 26 | 27 | 28 | 29 | 30 | 31 |    |

| Пн | Вт | Ср | Чт | Пт | Сб | Вс |
|    |    |    |    |    |    | 1  |
| 2  | 3  | 4  | 5  | 6  | 7  | 8  |
| 9  | 10 | 11 | 12 | 13 | 14 | 15 |
| 16 | 17 | 18 | 19 | 20 | 21 | 22 |
| 23 | 24 | 25 | 26 | 27 | 28 | 29 |
| 30 |    |    |    |    |    |    |

| Пн | Вт | Ср | Чт | Пт | Сб | Вс |
|    | 1  | 2  | 3  | 4  | 5  | 6  |
| 7  | 8  | 9  | 10 | 11 | 12 | 13 |
| 14 | 15 | 16 | 17 | 18 | 19 | 20 |
| 21 | 22 | 23 | 24 | 25 | 26 | 27 |
| 28 | 29 | 30 | 31 |    |    |    |

| Пн | Вт | Ср | Чт | Пт | Сб | Вс |
|    |    |    |    | 1  | 2  | 3  |
| 4  | 5  | 6  | 7  | 8  | 9  | 10 |
| 11 | 12 | 13 | 14 | 15 | 16 | 17 |
| 18 | 19 | 20 | 21 | 22 | 23 | 24 |
| 25 | 26 | 27 | 28 | 29 | 30 | 31 |

| Пн | Вт | Ср | Чт | Пт | Сб | Вс |
| 1  | 2  | 3  | 4  | 5  | 6  | 7  |
| 8  | 9  | 10 | 11 | 12 | 13 | 14 |
| 15 | 16 | 17 | 18 | 19 | 20 | 21 |
| 22 | 23 | 24 | 25 | 26 | 27 | 28 |
| 29 | 30 |    |    |    |    |    |

| Пн | Вт | Ср | Чт | Пт | Сб | Вс |
|    |    | 1  | 2  | 3  | 4  | 5  |
| 6  | 7  | 8  | 9  | 10 | 11 | 12 |
| 13 | 14 | 15 | 16 | 17 | 18 | 19 |
| 20 | 21 | 22 | 23 | 24 | 25 | 26 |
| 27 | 28 | 29 | 30 | 31 |    |    |

| Пн | Вт | Ср | Чт | Пт | Сб | Вс |
|    |    |    |    |    | 1  | 2  |
| 3  | 4  | 5  | 6  | 7  | 8  | 9  |
| 10 | 11 | 12 | 13 | 14 | 15 | 16 |
| 17 | 18 | 19 | 20 | 21 | 22 | 23 |
| 24 | 25 | 26 | 27 | 28 | 29 | 30 |

| Пн | Вт | Ср | Чт | Пт | Сб | Вс |
| 1  | 2  | 3  | 4  | 5  | 6  | 7  |
| 8  | 9  | 10 | 11 | 12 | 13 | 14 |
| 15 | 16 | 17 | 18 | 19 | 20 | 21 |
| 22 | 23 | 24 | 25 | 26 | 27 | 28 |
| 29 | 30 | 31 |    |    |    |    |

## События
- Празднование 300-летия российского императорского дома Романовых.
- Казимир Малевич создал «Чёрный квадрат на белом фоне».
- Марсель Пруст написал первую часть романа «В поисках утраченного времени» — «По направлению к Свану».
- Эдмунд Гуссерль опубликовал «Идеи к чистой феноменологии и феноменологической философии», один из основных текстов феноменологии.
- 1 января — начал работу Британский совет по классификации фильмов, который получил полномочия классифицировать и цензурировать фильмы.
- 2 января — в Российской империи принят закон о прекращении временнообязанных отношений крестьян и поселян в Тифлисской, Кутаисской, Эриванской, Елизаветпольской и Бакинской губерниях[1].
- 9 февраля — между США и Никарагуа заключён Договор Чаморро — Вейцеля, который в обмен на 3 миллиона долларов предоставлял США навечно исключительные права на строительство в Никарагуа межокеанского канала, передавал США в аренду на 99 лет острова Корн в Карибском море и т. д. Не вступил в силу и был заменён Договором Брайана — Чаморро от 5 августа 1914 года[2].
- 11 февраля — завершилась секретная экспедиция 1912—1913 годов В. К. Арсеньева по борьбе с хунхузами и браконьерами в Уссурийском крае.
- 4 марта — Вудро Вильсон сменил Уильяма Тафта на посту президента США.
- 18 марта — в Салониках скончался король Греции Георг I[3]. Престол перешёл к его сыну Константину I[4].
- 30 мая — Лондонский мирный договор, положивший окончание Первой Балканской войне.
- 24 июня — отставка премьер-министра Австралии лейбориста Эндрю Фишера. Новое правительство возглавил либерал[англ.] Джозеф Кук[5].
- 29 июня—29 июля — Вторая Балканская война за раздел Македонии между Болгарией, с одной стороны, и Черногорией, Сербией и Грецией, с другой, а также подключившимися к военным действиям против Болгарии Турцией и Румынией.
- 10 июля — В Долине Смерти была зафиксирована самая высокая температура на Земле. (56,7 °C)
- 12 июля — Ли Лецзюнь[англ.], отстранённый президентом Китая Юань Шикаем от должности губернатора провинции Цзянси, не подчинился решению президента и объявил ему войну. Начинается «Вторая революция». Подавлена 2 сентября[6][7].
- 15 июля — Хуан Син возглавил восстание в провинции Цзянсу, поднятое Ли Лецзюнем[8].
- 29 июля
  - Конференция послов Австро-Венгрии, Великобритании, Германии, Италии, России и Франции подтвердила положения Лондонского мирного договора от 30 мая и признала независимость Албании[9].
  - Великобритания и Османская империя подписали Англо-османскую конвенцию о Персидском заливе[10]. Шейхство Кувейт получило автономию от Турции[11].
- 3 августа — Кровавое противостояние[англ.] в Уитленде, штат Калифорния, США[12].
- 23 сентября — Ролан Гаррос совершил первый беспосадочный перелёт через Средиземное море.
- 27 октября — шейх Кувейта Мубарак подписал обязательство о предоставлении Великобритании монопольных прав на разработку и добычу нефти в его стране[10].
- 7 ноября — в Северной Америке на Великих Озёрах разразился сильнейший шторм, продлившийся три дня и вошедший в историю как «Великий шторм»[англ.]; потерпели крушение 12 кораблей; погибло более 250 человек.
- 10 ноября — в Киеве оправдан Бейлис.
- 23 ноября — Херсонесский колокол возвращён в Севастополь из Парижа.
- 23 декабря — Вудро Вильсон подписал Закон о создании Федеральной резервной системы[13].

## Родились
См. также: Категория:Родившиеся в 1913 году
- 6 января — Эдвард Герек, руководитель Польской Народной Республики в 1970—1980 годах, первый секретарь Польской объединённой рабочей партии (ум. 2001).
- 9 января — Ричард Никсон, 37-й президент США (ум. 1994).
- 7 февраля — Рамон Меркадер, испанский агент советских органов госбезопасности. Известен как убийца Льва Троцкого (ум. 1978).
- 24 февраля — Эммануил Генрихович Казакевич, советский еврейский писатель и публицист, писавший на русском и идише (ум. 1962).
- 1 марта — Яков Гилелевич Пановко, учёный в области теоретической и прикладной механики (ум. 2002).
- 6 марта — Александр Иванович Покрышкин, советский лётчик-ас во время Великой Отечественной войны (ум. 1985).
- 13 марта — Сергей Михалков, советский и русский писатель, поэт, баснописец, драматург, публицист, военный корреспондент — Донбасса, сценарист, общественный деятель. (ум. 2009).
- 23 марта — Алёша Дмитриевич, цыганский шансонье (ум. 1986).
- 6 апреля — Валентина Туренская, советский прозаик, драматург (ум. 1964).
- 17 апреля — Абдулахад Кахарович Кахаров, председатель Совета Министров Таджикской ССР в 1961—1973 годах (ум. 1984).
- 1 мая
  - Флориян Бобич, югославский политический деятель, народный герой Югославии (ум. 1942).
  - Хаджи Леши, генерал-майор, деятель Албанской партии труда, Председатель Президиума Народного собрания Народной Республики Албании (глава государства) в 1953 — 1982 годах (ум. 1998)[14].
- 7 мая — Леонтий (Бондарь), митрополит Оренбургский и Бузулукский (РПЦ) (ум. 1999).
- 13 мая — Афонина Таисия Кирилловна, советский живописец и график (ум. 1994).
- 16 мая — Вуди Герман, американский джазовый музыкант (ум. 1987).
- 26 мая — Питер Кушинг, британский актёр, известный своим участием в многочисленных классических фильмах ужасов (ум. 1994).
- 10 июня — Тихон Николаевич Хренников, советский композитор (ум. 2007).
- 12 июля — Рейно Хелисмаа, финский певец и автор песен (ум. 1965).
- 14 июля — Джеральд Форд, 38-й президент США (ум. 2006).
- 16 августа — Менахем Бегин, израильский общественный и политический деятель, седьмой премьер-министр Израиля, лауреат Нобелевской премии мира 1978 года (ум. 1992).
- 26 августа — Борис Пахор, словенский писатель (ум. 2022)
- 2 сентября — Билл Шенкли, главный тренер «Ливерпуля» (ум. 1981).
- 4 сентября — Кэндзо Тангэ, японский архитектор, лауреат Притцкеровской премии 1987 г. (ум. 2005).
- 12 сентября — Десмонд Ллевелин, английский актёр (ум. 1999).
- 30 сентября — Роберт Нисбет, американский социолог (ум. 1996).
- 10 октября — Клод Симон, французский писатель (ум. 2005).
- 25 октября — Антон Ервандович Кочинян, армянский партийный, государственный и политический деятель, глава правительства советской Армении в 1952—1966 годах, партийный руководитель Армении в 1966—1974 годах (ум. 1989).
- 28 октября — Дон Ласк, американский аниматор, режиссёр, режиссёр анимации и аниматор персонажей (ум. 2018).
- 5 ноября — Вивьен Ли, леди Оливье, английская актриса, обладательница двух премий «Оскар» за роли Скарлетт О’Хара в «Унесённых ветром» (1939) и Бланш Дюбуа в «Трамвае „Желание“» (1951) (ум. 1967).
- 7 ноября
  - Альбер Камю, французский писатель и философ (ум. 1960).
  - Михаил Сергеевич Соломенцев, советский партийный и государственный деятель (ум. 2008).
- 8 ноября — Лев Николаевич Орехов, советский живописец (ум. 1992).
- 10 ноября — Алвару Куньял, португальский политический деятель, генеральный секретарь Коммунистической партии Португалии в 1961 — 1992 годах (ум. 2005).
- 25 ноября — Альберти Пётр Филиппович, советский живописец (ум. 1994).
- 6 декабря — Николай Михайлович Амосов, советский и украинский торакальный хирург, учёный-медик, литератор (ум. 2002).
- 18 декабря
  - Альфред Бестер, американский писатель-фантаст и журналист (ум. 1987).
  - Вилли Брандт, немецкий политик, четвёртый федеральный канцлер ФРГ (1969—1974) (ум. 1992).

## Скончались
См. также: Категория:Умершие в 1913 году
- 22 февраля — Фердинанд де Соссюр, швейцарский лингвист, создатель Женевской лингвистической школы и структурализма, один из самых влиятельных гуманитарных учёных XX века (род. 1857).
- 9 марта — Христоф Эберхард Нестле, немецкий протестантский богослов, лингвист и педагог (род. 1851)[15]
- 18 марта — Георг I, король Греции в 1863—1913 годах (род. 1845).
- 31 марта — Джон Пирпонт Морган, американский предприниматель, банкир и финансист (род. 1837).
- 8 апреля — Модесто Домингес Эрвелья, галисийский учёный, математик и инженер (род. 1827).
- 6 мая — Елена Гуро, русская художница, поэт, прозаик (род. 1877).
- 15 мая — Адольф Вармунд, австрийский и немецкий востоковед и педагог (род. 1827)[16].
- 25 июля — Макс Финчгау, австрийский медик, физиолог; доктор медицины; член Леопольдины[17] (род. 1832).
- 10 августа — Йоханнес Линнанкоски, финский писатель (род. 1869).
- 11 августа — Василий Григорьевич Авсеенко, русский беллетрист, литературный критик и публицист (род. 1842).
- 10 сентября — Хаакен Христиан Мазиесен, норвежский землевладелец и бизнесмен (род. 1827).
- 12 сентября — Иван Владимирович Цветаев, историк, археолог, филолог и искусствовед, член-корреспондент Петербургской Академии наук, профессор Московского университета, создатель и первый директор Музея изящных искусств в Москве (ныне Музей изобразительных искусств имени А. С. Пушкина); отец Марины и Анастасии Цветаевых (род. 1847).
- 29 сентября — Рудольф Дизель, немецкий инженер и изобретатель, создатель дизельного двигателя (род. 1858).
- 10 октября — Кацура Таро, премьер-министр Японии в 1901—1905, 1908—1911 и 1912—1913 годах (род. 1847).
- 18 октября — Динузулу, верховный правитель зулусов (род. ок. 1868).
- 18 ноября — Всеволод Фёдорович Миллер, русский филолог, фольклорист, языковед, этнограф и археолог (род. 1848).
- 1 декабря — Юхо Лаллукка, финский предприниматель и меценат (род. 1852).
- 11 декабря — Авраам Хирш, французский архитектор; академик, главный архитектор Лиона, директор Лионской академии художеств (род. 1828).

## Нобелевские премии
- Физика — Хейке Камерлинг-Оннес — «За исследования свойств вещества при низких температурах, которые привели к производству жидкого гелия».
- Химия — Альфред Вернер — «За работу о природе связей атомов в молекулах в области неорганической химии».
- Медицина и физиология — Шарль Рише — «В знак признания его работ по анафилаксии».
- Литература — Рабиндранат Тагор — «За глубоко прочувствованные, оригинальные и прекрасные стихи, в которых с исключительным мастерством выразилось его поэтическое мышление».
- Премия мира — Анри Лафонтен удостоен премии как истинный лидер народного движения за мир в Европе.